# Thore Odhelius
Thore Larsson Odhelius, född 1705 i Skara, död den 30 juni 1777 i Flo socken, var en svensk präst och pedagog. Han var bror till Jonas Odhelius, far till Eric Odhelius och farbror till Johan Lorentz Odhelius.

## Biografi
Odhelius blev student vid Uppsala universitet 1723 och prästvigdes i Stockholm 1734. Han hade redan då börjat sin bana som författare och utgivare av undervisningsböcker. Odhelius blev 1737 konrektor vid Storskolan i Stockholm och 1742 predikant vid änkehuset. Samma år utkom hans och Johan Christoffer Holmbergs (ca. 1700–1743) översättning Nådenes ordning til saligheten, efter Jesu härliga ewangelium efter herrnhutaren David Hollatz (1704–1771) Evangelische Gnaden-Ordnung.
Han hade ett gott rykte som fängelsepredikant och hade en särskild förmåga att ge intryck på de mest förhärdade brottslingarna. I Nordisk familjebok står det: "De resultat, som i fängelserna åvägabragtes genom hans verksamhet, gränsade så till det underbara, att tusental af Stockholms mera tänkande befolkning strömmade till för att öfvertyga sig om verkligheten".
Odhelius blev kyrkoherde i Flo, Skara stift, 1754. Hans Berättelse om de dödsfångars tillstånd..., som jag i deras fängelserum fick besöka et cetera trycktes först 1842.